# Голубая петля

Эволюционный трек звезды массой 5

Голубая петля — стадия эволюции звёзд промежуточной массы, в ядрах которых происходит горение гелия. В это время поверхность звезды сначала становится горячее, а затем снова охлаждается, и звезда описывает петлю на диаграмме Герцшпрунга — Рассела. В результате такие звёзды могут пересекать полосу нестабильности и наблюдаться как классические цефеиды. Этот этап эволюции следует после ветви красных гигантов и завершается переходом на асимптотическую ветвь гигантов.

## Характеристики

Строение звезды на голубой петле

Пока звезда находится на голубой петле, она имеет частично конвективное и изначально в основном гелиевое ядро, а также оболочку, состоящую главным образом из водорода. В ядре происходит горение гелия и накопление в ядре углерода и кислорода, а на границе ядра и оболочки — синтез гелия из водорода в слоевом источнике, в первую очередь посредством CNO-цикла. Начальные массы звёзд, попадающих на голубую петлю, лежат в диапазоне от 2,3 M⊙ до 10—12 M⊙, что обусловлено ходом эволюции звёзд (см. ниже).

## Эволюция
Пребывание звезды на ветви красных гигантов завершается началом ядерного горения гелия в центре звезды. От массы звезды зависит, как именно это происходит: у звёзд, менее массивных, чем 2,3 M⊙ случается гелиевая вспышка, в результате которой звезда быстро переходит на горизонтальную ветвь или в красное сгущение, а у звёзд с большей массой горение гелия начинается постепенно, в результате чего звезда переходит на голубую петлю.
После схода с ветви красных гигантов светимость звезды снижается. Когда звезда находится на голубой петле, поверхность звезды сначала нагревается и звезда становится более голубой, затем снова остывает, а звезда краснеет; светимость при этом может меняться, как правило, в небольшом диапазоне. Таким образом, на диаграмме Герцшпрунга — Рассела звезда описывает петлю, что и обуславливает название этой стадии.
Размер петли на диаграмме — то есть, изменение температуры звезды за время пребывания на ней — сильно увеличивается с ростом массы звезды. Такая тенденция имеет место для диапазона масс до 10—12 M⊙, а для звёзд большей массы голубая петля исчезает, так как горение гелия в них начинается через небольшой срок после схода с главной последовательности, когда температура звезды достаточно велика. Зависимость размера и формы голубой петли от химического состава звезды сложна, но, в целом, чем больше доля гелия и чем меньше металличность, тем более протяжённой оказывается голубая петля. В некоторых случаях у звезды могут появляться вторичные голубые петли.
Время, которое звёзды проводят на голубой петле, составляет порядка 20% времени, в течение которого они находятся на главной последовательности — например, для звезды массой 5 M⊙ этот срок составляет 22 миллиона лет, а для звезды массой 10 M⊙ — 4 миллиона. С учётом того, что при реакциях с участием гелия выделяется на порядок меньше энергии на единицу массы, чем при реакциях с участием водорода, а сама звезда на этой стадии значительно ярче, чем на главной последовательности — это довольно большой срок. Такая продолжительность этой стадии достигается за счёт того, что звёзды на ней вырабатывают значительную долю энергии за счёт горения водорода, часто даже бо́льшую, чем за счёт горения гелия.
Со временем гелий в ядре исчерпывается. С какого-то момента реакции с его участием продолжаются только в оболочке ставшего инертным ядра, в результате чего звезда начинает расширяться и переходит на асимптотическую ветвь гигантов.
Движение по диаграмме звёзд асимптотической ветви гигантов, испытывающих тепловые пульсации, иногда также называют голубыми петлями, хотя такие звёзды имеют другие параметры и структуру.

## Переменность
На стадии голубой петли звёзды могут попадать на полосу нестабильности — область диаграммы Герцшпрунга — Рассела, звёзды на которой неустойчивы к пульсациям. Такие звёзды наблюдаются как классические цефеиды. Если голубая петля оказывается достаточно протяжённой, то звезда пересекает полосу нестабильности от низких температур к высоким, а затем обратно, дважды входя в фазу цефеиды. При меньшей протяжённости звезда, если и становится цефеидой, то только один раз: она не достигает высокотемпературной границы полосы нестабильности.
Хотя цефеидами могут становиться звёзды и на других этапах эволюции, например, субгиганты, голубая петля отличается от других стадий бо́льшей длительностью. Это приводит к тому, что вероятность наблюдать цефеиды именно на этой стадии максимальна. 